# غوردون كوكرين
غوردون كوكرين (بالإنجليزية: Gordon Cochrane)‏ هو عسكري نيوزيلندي، ولد في 10 أكتوبر 1916 في Rawene ‏ في نيوزيلندا، وتوفي في 29 أكتوبر 1994 في ویمبورن مينستر ‏ في المملكة المتحدة.